# Josza Buszon

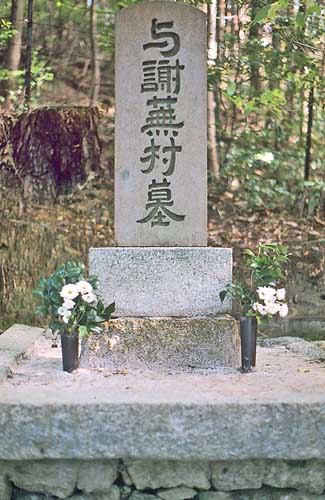
Josza Buszon sírja Kiotóban

Josza Buszon vagy Josza no Buszon (japánul: 与謝蕪村, Hepburn-átírással: Yosa Buson), eredeti családneve Tanigucsi (Kema, ma Oszaka része, 1716 – Kiotó, 1784), japán haiku-költő és festő, Macuo Basó és Kobajasi Issza mellett az Edo-kor egyik legnagyobb költője.

## Élete
Húszéves korában Edóba (a mai Tokió) költözött, és Hajano Hadzsintól tanult költészetet. Mestere halála után Simósza tartományba (ma Ibaragi prefektúra) ment. Példaképe, Macuo Basó nyomdokain bejárta Honsú északi tájait – ez a vidék ihlette Basó híres művét, az Oku no hoszomicsi („Keskeny út északra”) című, haiku-betéteket tartalmazó prózáját. Buszon útijegyzetei 1744-ben jelentek meg; ekkor használta először írói nevét.
Japán más részeit is beutazta, végül 42 éves korában Kiotó városában telepedett le. Valamikor ezután kezdte Josza néven kiadni verseit (a név talán édesanyja szülőhelyére utal).
45 évesen nősült meg, egy lánya született, Kuno. Buszon a kiotói Szumija iskola költészettanára lett. 1770-ben felvette a Jahantei nevet (ami egyébként mestere, Hadzsin írói álneve is volt).
68 évet élt, sírja a kiotói Konpukudzsi zen buddhista templom területén található.

## Magyarul
- Japán haiku versnaptár. Matsou Basho, Yosa Buson, Kobayashi Issa versei; fametszet Ando Hiroshige, ford. Tandori Dezső, vál. prózaford., utószó Halla István; Magyar Helikon, Bp., 1981
- Majoros Valéria fotói. Napvilág Könyves Galéria, 1999. május 27.–június 28.; vers Matsuo Basho, Yosa Buson, Kobayashi Issa, ford. Tandori Dezső; Napvilág, Bp., 1999
- Kavicsok. Tandori Dezső haikufordításai; szöveg Matsuo Basho, Yosa Buson, Kobayashi Issa, ill. Tóth-Vásárhelyi Réka; Print-X, Bp., 2004